# Kronshagen
Kronshagen is een gemeente in de Duitse deelstaat Sleeswijk-Holstein, en maakt deel uit van de Kreis Rendsburg-Eckernförde.
Kronshagen telt 11.927 inwoners.
Kronshagen ligt direct ten westen van de stad Kiel en kan als een voorstad van Kiel worden beschouwd.
De gemeente heeft een spoorweghalte aan de spoorlijn Kiel - Flensburg op 5½ km van Kiel Hauptbahnhof. Enkele stadsbuslijnen van Kiel doen ook Kronshagen aan.
Kronshagen onderhoudt een jumelage met de stad Güstrow in Mecklenburg-Voor-Pommeren.
Achterwehr · Ahlefeld-Bistensee · Alt Duvenstedt · Altenhof · Altenholz · Arpsdorf · Ascheffel · Aukrug · Bargstall · Bargstedt · Barkelsby · Beldorf · Bendorf · Beringstedt · Bissee · Blumenthal · Böhnhusen · Bokel · Bordesholm · Borgdorf-Seedorf · Borgstedt · Bornholt · Bovenau · Brammer · Bredenbek · Breiholz · Brekendorf · Brinjahe · Brodersby · Brügge · Büdelsdorf · Bünsdorf · Christiansholm · Damendorf · Damp · Dänischenhagen · Dätgen · Dörphof · Eckernförde · Ehndorf · Eisendorf · Ellerdorf · Elsdorf-Westermühlen · Embühren · Emkendorf · Felde · Felm · Fleckeby · Flintbek · Fockbek · Friedrichsgraben · Friedrichsholm · Gammelby · Gettorf · Gnutz · Gokels · Goosefeld · Grauel · Grevenkrug · Groß Buchwald · Groß Vollstedt · Groß Wittensee · Güby · Haale · Haby · Hamdorf · Hamweddel · Hanerau-Hademarschen · Haßmoor · Heinkenborstel · Hoffeld · Hohenwestedt · Hohn · Holtsee · Holzbunge · Holzdorf · Hörsten · Hummelfeld · Hütten · Jahrsdorf · Jevenstedt · Karby · Klein Wittensee · Königshügel · Kosel · Krogaspe · Kronshagen · Krummwisch · Langwedel · Lindau · Lohe-Föhrden · Loop · Loose · Luhnstedt · Lütjenwestedt · Meezen · Melsdorf · Mielkendorf · Molfsee · Mörel · Mühbrook · Negenharrie · Neudorf-Bornstein · Neu Duvenstedt · Neuwittenbek · Nienborstel · Nindorf · Noer · Nortorf · Nübbel · Oldenbüttel · Oldenhütten · Osdorf · Ostenfeld (Rendsburg) · Osterby · Osterrönfeld · Osterstedt · Ottendorf · Owschlag · Padenstedt · Prinzenmoor · Quarnbek · Rade b. Hohenwestedt · Rade b. Rendsburg · Reesdorf · Remmels · Rendsburg · Rickert · Rieseby · Rodenbek · Rumohr · Schacht-Audorf · Schierensee · Schinkel · Schmalstede · Schönbek · Schönhorst · Schülldorf · Schülp b. Nortorf · Schülp b. Rendsburg · Schwedeneck · Seefeld · Sehestedt · Sophienhamm · Sören · Stafstedt · Steenfeld · Strande · Tackesdorf · Tappendorf · Techelsdorf · Thaden · Thumby · Timmaspe · Todenbüttel · Tüttendorf · Waabs · Wapelfeld · Warder · Wasbek · Wattenbek · Westensee · Westerrönfeld · Windeby · Winnemark